# Nina Hagen
Nina Hagen, egentligen Catharina Hagen, född 11 mars 1955 i Östberlin, är en tysk sångerska och skådespelerska.

## Biografi
Nina Hagen är dotter till skådespelerskan Eva-Maria Hagen och manusförfattaren Hans Oliva-Hagen. Hon började som ung att sjunga och uppträda i Östtyskland som statligt godkänd schlagersångerska. Efter att hennes styvfar, Wolf Biermann, blev utvisad ur landet följde Nina Hagen och hennes mor honom till Västtyskland 1976. I Västberlin gjorde hon de kommande åren succé med punkrock med Nina Hagen Band och senare som soloartist. Under solokarriären har hon arbetat med artister som Lene Lovich, Apocalyptica, Adamski, Dave Stewart. Nina Hagen har även agerat modell för kitschkonstnärerna Pierre & Gilles. Hon har gett ut skivor på tyska, engelska och hindi.
Nina Hagen är mor till skådespelerskan Cosma Shiva Hagen, född 1981 och sonen Otis. Hon har varit gift med nederländske mångkonstnären Herman Brood och är vegetarian. Hon har även framfört Abbas Like an Angel Passing Through My Room i tysk television, sjungit gospel, egna tolkningar av Zarah Leander-sånger och andra klassiska melodier som Ave Maria och Over the Rainbow emellanåt. Hon säger sig, trots icke-troende föräldrar, ha varit kristen hela sitt liv och gick ofta i kyrkan i Östtyskland, även om hon först 2009 slutligen lät döpa sig protestantiskt, efter att hon lämnat den rörelse kring den indiske gurun Babaji, som hon som andlig sökare parallellt tillhört i tjugo år.
Nina Hagen turnerade i Europa hösten 2009. I samband med sitt besök på MADE-festivalen i Umeå utsågs hon också till officiell ambassadör för stadens kandidatur till Europas kulturhuvudstad 2014. År 2010 utkom hennes självbiografi, Bekännelser.

## Nina Hagen Band
Nina Hagens två första studioalbum släpptes som Nina Hagen Band, ett kompband på fyra musiker som alla tidigare hade spelat i bandet Spliff. Nina Hagen Band bestod av:
- Nina Hagen - sång
- Bernhard Potschka - gitarr, sång
- Manfred "Manne" Praeker - bas, sång
- Reinhold Heil - keyboard
- Herwig Mitteregger - trummor

## Diskografi

### Studioalbum
- 1978: Nina Hagen Band (som Nina Hagen Band)
- 1979: Unbehagen (som Nina Hagen Band)
- 1981: Nunsexmonkrock
- 1983: Angstlos (tyska)
- 1984: Fearless (engelskspråkig version av "Angstlos")
- 1985: In Ekstase (tyska)
- 1985: In Ekstasy (engelskspråkig version av "In Ekstase")
- 1989: Nina Hagen
- 1991: Street
- 1993: Revolution Ballroom
- 1995: Freud Euch (tyska)
- 1996: Beehappy (engelskspråkig version av "Freud Euch")
- 1999: Om Namah Shivay (på hindi)
- 2000: Return of the Mother
- 2002: Live in Krefeld
- 2002: Om Namah Shivay/1008 Indian Nights Live
- 2003: Nina Hagen Big Band Explosion
- 2006: Irgendwo auf der Welt
- 2010: Personal Jesus
- 2011: Volksbeat

### Samlingar
- 1990: The Very Best of Nina Hagen
- 1992: Rock aus Deutschland: Nina Hagen
- 1995: Definitive Collection
- 1996: 14 Friendly Abductions
- 2000: Prima Nina in Ekstasy
- 2001: Sternenmädchen
- 2004: Rangeh'n - Das Beste von Nina Hagen
- 2004: Was Denn: Hits '74-'95
- 2005: Heiß

### Singlar
- 1974: "Du hast den Farbfilm vergessen" (med Automobil)
- 1974: "He, wir fahren auf's Land"
- 1975: "Hatschi-Waldera"
- 1978: "TV-Glotzer"
- 1980: "My Way"
- 1980: "African Reggae"
- 1982: "Smack Jack"
- 1983: "New York / N.Y."
- 1983: "Zarah (Ich weiss, es wird einmal ein wunder geschehn)"
- 1987: "Las Vegas"
- 1989: "Michail, Michail (Gorbachev Rap)"
- 1989: "Hold Me"
- 1991: "Blumen fur die Damen"
- 1991: "Ein Herz kann man nicht reparieren" (med Udo Lindenberg)
- 1991: "In My World"
- 1991: "Berlin"
- 1992: "Get Your Body!" (med Adamski)
- 1995: "So bad"
- 1995: "Tiere"
- 1996: "Abgehaun"
- 1998: "Solo" (med Thomas D.)
- 1999: "Fieber" (med Oomph!)
- 2000: "Der Wind hat mir ein Lied erzählt"
- 2001: "Total Eclipse/Die schwarze Witwe"
- 2003: "Seemann" (med Apocalyptica)
- 2004: "Immer Lauter"
- 2004: "Garota de Berlin" (med Supla)
- 2008: "We Are In Space" (med S.U.N. Project)
- 2010: "Personal Jesus" (Depeche Mode-cover)

## Filmografi
- 1974: ABC der Liebe
- 1975: Junge, heute ist Freitag
- 1979: Cha Cha (med Lene Lovich och Herman Brood)
- 1979: Bildnis einer Trinkerin
- 1992: Lilien in der Bank
- 1993: The Nightmare Before Christmas (röst Sally)
- 1996: Tummelisa (röst mama groda)
- 1997: Tatort (ARD)
- 1998: Sci Fri (Sci-Fi-Channel)
- 1999: Rudolf med den röda mulen (röst Stormella)
- 1999: Nina Hagen + Punk + Glory
- 2000: Wasilisa, die Schöne
- 2000: Family Stories: The Hagens (ARD)
- 2001: Om Gottes Willen
- 2003: Spirited Away (röst Yubaba/Zeniba)
- 2003: Grodmysteriet (röst sköldpadda)
- 2004: 7 Zwerge - Männer allein im Wald
- 2006: 7 Zwerge - Der Wald ist nicht genug